# Liste der Außenminister der Türkischen Republik Nordzypern

Wappen der Türkischen Republik Nordzypern

Liste der Außenminister der Türkischen Republik Nordzypern  seit der Unabhängigkeit im Jahre 1983:
| Minister             | Anfang             | Ende               |
| -------------------- | ------------------ | ------------------ |
| Necati Münür Ertekün | 13. Dezember 1983  | 19. Juli 1985      |
| Kenan Atakol         | 19. Dezember 1983  | 31. Dezember 1993  |
| Atay Ahmet Raşit     | 27. Januar 1994    | 16. August 1996    |
| Taner Etkin          | 16. August 1996    | 30. Dezember 1998  |
| Tahsin Ertuğruloğlu  | 31. Dezember 1998  | 16. Januar 2004    |
| Serdar Denktaş       | 16. Januar 2004    | 25. September 2006 |
| Turgay Avcı          | 25. September 2006 | 4. Mai 2009        |
| Hüseyin Özgürgün     | 4. Mai 2009        | 13. Juni 2013      |
| Kutlay Erk           | 13. Juni 2013      | 31. August 2013    |
| Özdil Nami           | 1. September 2013  | 12. Mai 2015       |
| Emine Çolak          | 12. Mai 2015       | 16. April 2016     |
| Tahsin Ertuğruloğlu  | 16. April 2016     | 2. Februar 2018    |
| Kudret Özersay       | 2. Februar 2018    | 9. Dezember 2020   |
| Tahsin Ertuğruloğlu  | 9. Dezember 2020   | 21. Februar 2022   |
| Hasan Taçoy          | 21. Februar 2022   | 9. März 2022       |
| Tahsin Ertuğruloğlu  | 9. März 2022       | amtierend          |